# Eduardo Colín
Eduardo Colín (Ciudad de México, 1880-Cuernavaca, 1945) fue un escritor, diplomático, crítico, profesor y abogado mexicano.

## Biografía
Nacido en Ciudad de México el 19 de junio de 1880, fue abogado, diplomático en Rusia y España, profesor y poeta. Según Julio Cejador se distinguía «por la cuarteta en frases rápidas y vivas». Colín, que escribió en Savia Moderna, publicó obras como La vida intacta (poesías, 1916) y Siete cabezas (1921). Falleció el 20 de marzo de 1945 en Cuernavaca.